# BOAC-vlucht 781
Op 10 januari 1954 scheurde BOAC-vlucht 781, uitgevoerd met een De Havilland DH.106 Comet, open boven de Middellandse Zee op het laatste deel van zijn vlucht van Singapore naar Londen.

## Vlucht en ramp
Gerry Bull, een voormalige BOAC-ingenieur, zei dat hij bij een controle van het vliegtuig in Rome geen problemen vond en dus dacht dat vlucht 781 geschikt was voor de vlucht. Bull en hetzelfde team van ingenieurs onderzochten later South African Airways-vlucht 201 voor haar fatale vlucht op 8 april 1954.
Om 9:34 GMT steeg vlucht 781 op voor het laatste deel van de vlucht naar Londen. Om ongeveer 9:50 GMT passeerde het vliegtuig een DC-4 van BOAC. Gezagvoerder Alan Gibson had nog contact met deze vlucht maar ineens was het contact verbroken. De laatste woorden gehoord van Captain Gibson waren "George How Jig, kreeg je mijn ...". Even later zagen Italiaanse vissers het toestel in zee storten.

## Onderzoek
In 1954 bestonden er nog geen flightdatarecorders en cockpitvoicerecorders, wat het onderzoek bemoeilijkte. BOAC hield noodgedwongen de rest van de Comets in zijn vloot aan de grond, maar op 23 maart 1954 nam BOAC de toestellen weer in dienst. Op 8 april raakte echter een tweede BOAC-Comet vermist: een chartervlucht die als South African Airways-vlucht 201 opsteeg van Rome naar Egypte, met 14 passagiers en zeven bemanningsleden. Er kwam een verplicht verbod op de vliegtuigen en er werd een onderzoek gedaan met een watertank. Na twee weken bleek dat de explosieve decompressie waardoor het toestel verongelukt was, veroorzaakt was door de vierkante ramen: bij de scherpe hoeken van de ramen ontstonden kleine scheurtjes. De Havilland besloot meteen een nieuwe versie van het toestel in productie te nemen met ronde ramen.

## Passagiers
Aan boord waren 29 passagiers waarvan 10 kinderen. Een van de passagiers was Chester Wilmot, een journalist van de BBC.